# Gardez
Gardez o Gardiz (paixtu: ګردېز, Gardēz) és una ciutat de l'Afganistan, capital de la província de Paktia. Tenia uns deu mil habitants el 1979 i ara s'estima en 70000 si bé manca cens oficial. Està propera a la regió de coves de Tora Bora (que per un temps es va suposar amagatall d'Osama bin Landen) i del Riu Gardez que desaigua a llac Āb-e Istāda, al peu de la fortalesa de Bālā Hesār (Bala Hisar) del segle xix (en un turó artificial), i en mig de la plana de Zurmatt. Està a uns 100 km al sud de Kabul. Està dividida en quatre districtes: 
- Bāzār-e Kohna (Basar Vell)
- Qaraye Āhangarān (districte dels ferrers)
- Qaraye Arjākhēl (districte d'Arjākhēl)
- Nawābād (Ciutat Nova)

## Història
Gardēz és una ciutat molt antiga a l'Hindu Kush però la seva història està poc documentada. El fundador seria un personatge de nom Zamar del que no se sap res. Per les troballes de monedes se sap que al segle ii aC ja tenia certa importància sota el regne Indogrec i Indoescita.
Fou refundada pel cap kharigita Hamza ibn Abd-Al·lah vers el 797 i va estar regida per emirs kharigites de la dinastia aflàhida. El 869 l'emir de Gardiz, Abu-Mansur Aflah ibn Muhàmmad ibn Kakhan fou atacat pel safàrida Yaqub ibn al-Layth. El 974 Gardiz fou assetjada pel general turc Belgetegin, un dels predecessors dels gaznèvides. Torna a aparèixer el 995 quan ja estava en mans dels gaznèvides probablement de vers el 975 quan els aflàhides van entrar a la noblesa del sultanat gaznèvida. El 1162 va passar als gúrides. El 1221 fou teatre d'un combat entre Jalal-ad-Din Manguberti i l'avantguarda dels mongols. Baber a les seves memòries diu que va tenir un enfrontament amb els afganesos d'Abd-ar-Rahman en la fortalesa de Gardiz. Durant el govern comunista a l'Afganistan la província va caure en mans dels guerrillers proamericans però el govern va conservar la capital. Molts equipaments construïts pels alemanys després del 1965 foren destruïts pels guerrillers. Després de l'ocupació americana un equip de reconstrucció va arribar a Gardez el març de 2003.

## Personatges
- Abu-Saïd Gardezi, historiador.
- Mohammad Najibullah, darrer president comunista de l'Afganistan